# Oxford University Press
Oxford University Press (OUP) é uma casa editorial e departamento da Universidade de Oxford. Fundada em 1478, é a maior casa editorial universitária do mundo, sendo maior que todas as casas editoriais universitárias dos Estados Unidos da América combinadas com a Cambridge University Press. Tem ramificações em todo o mundo, incluindo Índia, Paquistão, Canadá, Austrália, Nova Zelândia, Malásia, Singapura, Nigéria e África do Sul.
Durante a Guerra Fria, um departamento de propaganda anticomunista, Information Research Department (IRD), aproximou-se da OUP para propagar livros anticomunistas.